# Matt Busby
Sir Alexander Matthew Busby (sinh ngày 26 tháng 5 năm 1909 - mất ngày 20 tháng 1 năm 1994) hay đơn giản là Sir Matt Busby,  ông là một cầu thủ và huấn luyện viên bóng đá người Scotland. Ông chơi cho Manchester City và Liverpool trước khi làm huấn luyện viên Manchester United trong giai đoạn 1945 - 1969 và nửa sau của mùa giải 1970 - 1971. Ông là huấn luyện viên trưởng có thời gian làm việc lâu nhất tại câu lạc bộ Manchester United chỉ sau Sir Alex Ferguson.
Sir Matt Busby là người có công rất lớn giúp Manchester United trở thành CLB nước Anh đầu tiên giành được danh hiệu Vô địch châu Âu năm 1968, tiền thân của UEFA Champions League ngày nay.

## Tuổi thơ
Busby sinh ra trong một ngôi nhà của người thợ mỏ trong làng khai thác mỏ Orbiston, Bellshill, Bắc Lanarkshire. Gia đình ông có một phần gốc là người Do Thái Đông Âu. Khi ông được sinh ra, mẹ của Busby đã nói với các bác sĩ rằng: "Một cầu thủ bóng đá đã đi vào ngôi nhà này ngày hôm nay". Cha Busby là một thợ mỏ, nhưng đã được gọi vào phục vụ trong Chiến tranh thế giới thứ nhất, ông mất bởi 1 viên đạn của một tay bắn tỉa vào ngày 23 tháng 4 năm 1917 tại trận Arras. Ba người chú của ông cũng hy sinh trong các cuộc chiến tại Pháp với Trung đoàn 79 Foot (Cameron Highlanders). Mẹ Busby đã nuôi Matt và ba chị em cho đến khi bà kết hôn với một người đàn ông tên là Harry Matthie năm 1919.
Busby thường đi theo cha xuống hố than nhưng khát vọng của ông là trở thành cầu thủ chuyên nghiệp. Năm 1973, trong cuốn tự truyện của mình Busby tự mô tả, ông đam mê bóng đá cuồng nhiệt như bất kỳ cậu bé khác tại Bellshill, ông đặc biệt ấn tượng với hai cầu thủ Alex James và Hughie Gallacher.
Mẹ của ông có thể đã dập tắt những giấc mơ của ông khi bà muốn Matt đến Hoa Kỳ vào cuối năm 1920, nhưng ông may mắn trì hoãn được chín tháng.
Trong khi chờ đợi, Busby có một công việc toàn thời gian như một thợ mỏ và chơi bóng đá bán thời gian cho Stirlingshire của Denny Hibs. Ông đã chỉ chơi một vài trận đấu cho Denny Hibs sau đó ông đã được ký hợp đồng bởi đội Manchester City, đội đang cách một vài trận đấu để giành lại suất thăng hạng lên Giải bóng đá hạng nhất.

## Sự nghiệp cầu thủ

### Sự nghiệp tại câu lạc bộ
Từ năm 18 tuổi, Busby đã ký với Manchester City bằng hợp đồng một năm trị giá 5£ mỗi tuần vào ngày 11 Tháng 2 năm 1928. Trong mùa giải 1933-1934, ông cùng với Manchester City dành chức vô địch Cup FA; Busby đã được bán lại cho Liverpool với giá 8.000£ vào ngày 12 tháng 3 năm 1936 sau khi ra sân hơn 200 trận cho Manchester City.
Busby chuyển đến chơi bóng cho Liverpool năm 1936 và ngay lập tức được làm đội trưởng. Thành tích chơi hơn 100 trận của Matt Busby cũng luôn được câu lạc bộ bóng đá Liverpool F.C. ghi nhớ. Sự nghiệp của ông ở sân Anfield đã phải dừng lại bởi Thế chiến thứ II, được bổ nhiệm làm sĩ quan hướng dẫn tại trường huấn luyện thể lực của quân đội. Nhưng sự yêu mến vẫn tồn tại - giữa ông và các cổ động viên Liverpool. Ông viết vào năm 1957 khi đã làm huấn luyện viên cho United 11 năm: "Liverpool có được sự ủng hộ từ những người hâm mộ tuyệt vời nhất nước Anh. Chỉ một người đã từng mặc chiếc áo đỏ của Liverpool, khi đội nhà tấn công cầu môn dưới khán đài the Kop, mới hiểu và trân trọng giá trị của những cổ động viên Liverpool." Ông được nhắc đến trong bài hát Dig It ra mắt năm 1970 của ban nhạc Liverpool The Beatles. Ông cũng được vinh danh với vị trí 66 trong danh sách 100 cầu thủ được yêu mến nhất trong lịch sử Liverpool F.C..

### Sự nghiệp tại Đội tuyển Quốc gia
Busby chỉ một lần thi đấu quốc tế chính thức cho Đội bóng Scotland; ông chơi trong một trận thua 3-2 trước xứ Wales tại Ninian Park, Cardiff vào ngày 4 Tháng 10 năm 1933. Busby được làm trợ lý tương lai tại đội tuyển quốc gia cho Jimmy Murphy. Busby cũng huấn luyện viên 7 trận cho Đội tuyển Scotland chống lại Đội tuyển Anh trong Chiến tranh thế giới thứ hai, nhưng chỉ có một trận thắng trong những trận đấu được coi là không chính thức. Ông đại diện cho đội Scottish League XI trong một trận đấu giao hữu vào năm 1941, khi đó ông là một cầu thủ khách mời của câu lạc bộ Hibernian.

## Sự nghiệp làm huấn luyện viên

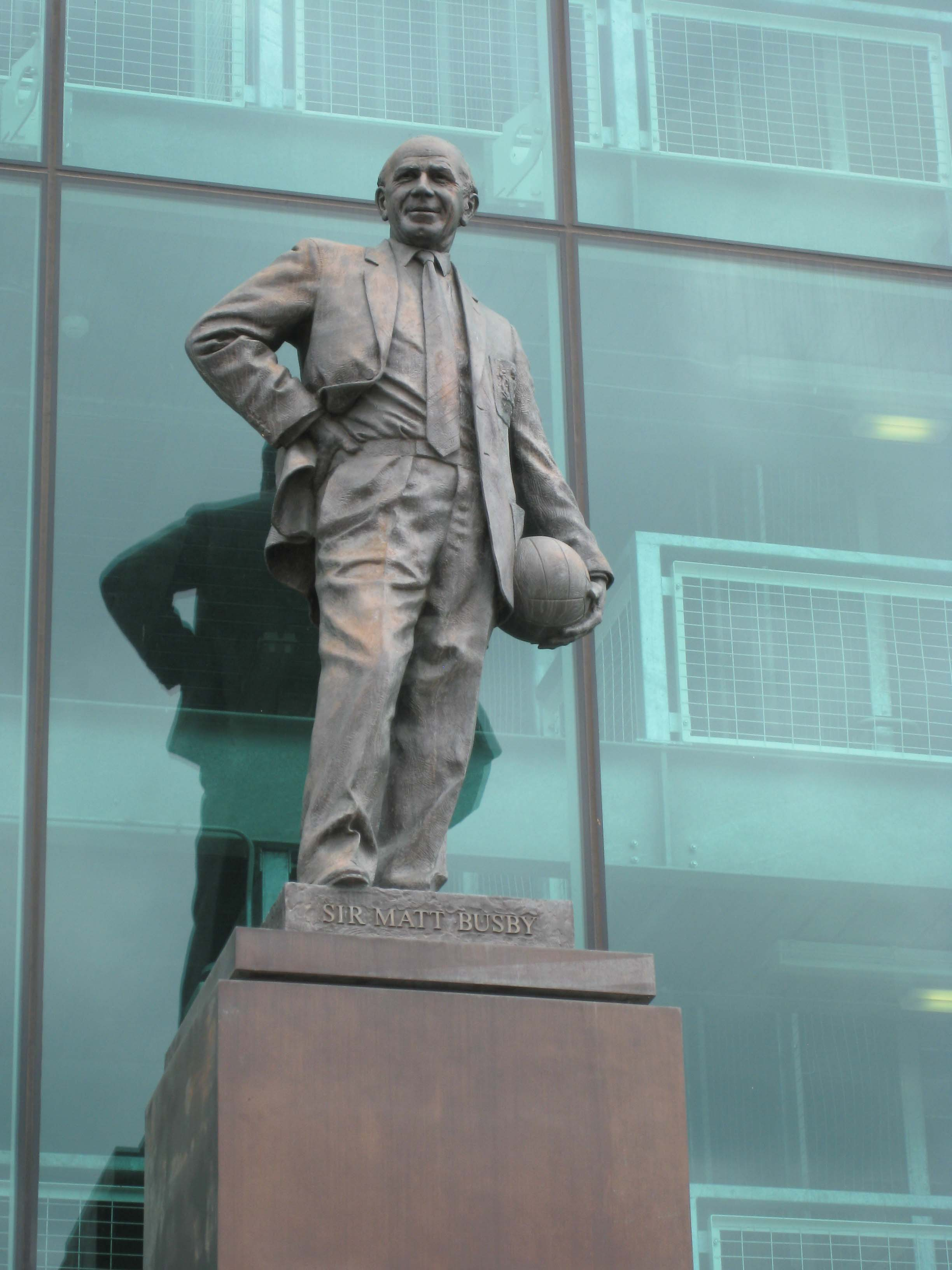
Một bức tượng của Sir Matt Busby trước Old Trafford

Năm 1945 ở độ tuổi còn khá trẻ, ông đã được mời làm việc trong đội ngũ ban huấn luyện tại của Liverpool. Và ông đã từ chối để nhận chức huấn luyện viên trưởng của Manchester United. Đó là 1 nhiệm vụ rất thách thức bởi bởi lúc đó câu lạc bộ đang trong tình trạng khủng hoảng. Old Trafford đã bị tàn phá nặng nề bởi bom đạn trong Thế chiến thứ 2 và câu lạc bộ đang gặp khó khăn về tài chính. Câu lạc bộ chỉ còn là bóng mờ so với thành công của 15 năm trước và đang đứng thứ 14 trong bảng xếp hạng giải hạng nhất (hạng đấu cao nhất lúc bấy giờ).

### Đội hình vĩ đại đầu tiên của Busby
Busby đã chuẩn bị để thay đổi mọi thứ. Ông luôn tin vào chiến thuật tấn công, ông muốn đội bóng không chỉ chiến thắng trận đấu mà phải làm cả người xem phải phát cuồng. Phương pháp này đã đặt nền móng cho lối chơi của United ngày nay.
Đội bóng đã chơi tại sân Main Road trong 3 năm đầu tiên của ông bởi sân Old Trafford đã bị đánh bom trong chiến tranh. Trong khi sân vận động đang được xây dựng lại, đội bóng cũng được tái cấu trúc vào năm 1947, một chính sách lớn tập trung vào cầu thủ trẻ đã được thiết lập và hệ thống tuyển trạch được mở rộng và tổ chức lại. Bằng kế hoạch khéo léo kết hợp với mua bán hợp lý, Busby đã tạo nên một đội hình tiến đến trận CK cúp FA năm 1948 và đánh bại Blackpool 4-2.
Từ thành công này và tiếp đó sau nhiều năm phải đứng thứ hai, United đã chiến thắng trong giải vô địch quốc gia 1952, ghi được hàng tá những bàn thắng trên con đường trở lại với vinh quang của họ.

### Người đàn ông vĩ đại mang tên Busby
Không giống như những người tiền nhiệm trước đó, Scott Duncan hay những huấn luyện viên ở những giai đoạn khác, cách quản lý của Busby là một sự cách tân lớn với phương pháp quản lý hiện đại. Ông luôn thích mặc quần áo thể thao và huấn luyện cầu thủ trên sân tập và bằng cách đó ông có thể truyền đạt ý tưởng trực tiếp đến các cầu thủ.
Hình ảnh của Busby luôn như là một người đàn ông tận tình, nhân ái. Người luôn thích để trợ lý của mình là Jimmy Murphy làm công việc kỷ luật. Sự thật đó chỉ là hình ảnh của Busby với công chúng, nhưng trong khi làm việc chi tiết, ông có thể không khoan nhượng với bất kỳ ai.
Không giống như mọi người, Busby luôn không ủng hộ việc tăng thêm quyền lực cho cầu thủ bằng lương hay thưởng. Trong khi ông rộng lượng với một tài năng bướng bỉnh George Best thì ông lại trừng phạt rất nặng với các cầu thủ khác, điển hình là Charlie Mitten vì việc bước ra khỏi sân bóng và ngầm chống lại uy quyền lãnh đạo của ông.

### Busby Babesvà thảm hoạ Munich
Sau mùa giải 1952 thành công, Busby cảm thấy đội của ông đã mất đi sự sắc bén, khả năng bùng nổ và lối chơi tinh tế. Để cứu vãn đội bóng của mình và mang nó trở lại hào quang năm xưa, ông đã có một quyết định rất nổi tiếng và có tác động mạnh mẽ: Thay thế hầu hết các cầu thủ ở đội hình chính bằng những cầu thủ trẻ triển vọng. Những đứa trẻ của Busby ra đời từ đây.
Với một đội hình với phần lớn là cầu thủ trẻ, Man United đã tung hoành trên sân đấu năm sau, mang đến lạc quan với một luồng sinh khí tuơi mới đến với nước Anh khắc khổ sau chiến tranh. Với những tài năng như Bobby Charlton, Duncan Edwards, Eddie Colman, Dennis Viollet, Tommy Taylor, Bill Foulkes và Jackie Blanchflower - những người tràn đầy lòng say mê, tài năng và sức trẻ. Với 2 chức vô địch quốc gia năm 1956 và 1957, Busby đã lập được một kỳ tích khi đưa United vào chung kết cúp châu Âu C1.
Là câu lạc bộ Anh đầu tiên làm được điều như vậy, Busby đã đúng khi nhìn ra giải đấu châu Âu là tương lai của câu lạc bộ, bất chấp sự phản đối của các câu lạc bộ trong nước. Ý kiến đó đã không được tán thành bởi tư tưởng hẹp hòi của một số tổ chức bóng đá lúc đó. Họ chẳng giúp gì United trong việc bố trí lịch thi đấu, có nghĩa là đội bóng đã luôn bị làm khó với các trận đấu ở châu Âu khi có rất ít sự chuẩn bị.
Sau khi quay về sau trận đấu tại cúp châu Âu với Sao Đỏ Beograd năm 1958, bi kịch đã xảy ra khi máy bay gặp nạn tại sân bay Munich, cướp đi rất nhiều sinh mạng của hành khách trên chuyến bay, bao gồm 8 cầu thủ và chấn thương nghiêm trọng với Busby. Đội bóng vô địch nước Anh 2 mùa trước đã gần như bị xóa sổ.
"Những cậu trai của Busby" tan rã, thế giới đã bị cướp mất những tài năng như Edwards và Taylor mãi mãi. Bi kịch đó đã có tác động sâu sắc đến người dân Anh thời đó. Munich không chỉ là thảm họa với Manchester United mà còn là một thảm họa quốc gia. Trong thời khắc tuyệt vọng đó, một làn sóng cảm thông và động viên khổng lồ đã được dành cho United. Cổ động viên trên toàn thế giới giờ đã biết đến một đội bóng vĩ đại tại Manchester vừa ra đi mãi mãi. Những người vẫn dõi theo bước chân của đội bóng đã cảm thấy xót xa cho đội, những người mà từ trước chưa theo United thì giờ đã giành một vị trí quan trọng trong trái tim họ cho United.

### Busby trở lại chinh phục châu Âu
Sau những hoài nghi về khả năng ông có thể tiếp tục dẫn dắt đội bóng, ông đã hồi phục sau chấn thương và chuẩn bị làm nên một đội hình vĩ đại thứ ba của ông và vĩ đại nhất trong tất cả. Bọn họ đã làm được những việc mà những nhân tài Busby Babes chưa bao giờ làm được. 1 lần nữa chính sách cầu thủ trẻ đã được thiết lập và United đã khám phá ra tài năng của những Stiles, Brennan, Kidd và George Best xuất chúng.
Cùng với những người sống sót sau thảm họa Munich như Bobby Charlton, Harry Gregg và những tân binh mới được mua về như Crerand và Denis Law, United đã sớm quay lại thời kỳ đỉnh cao khi vô địch cúp FA 1963 và có được 2 danh hiệu vô địch quốc gia năm 1965 và 1967. Những người thay thế này chơi như những cậu trai trước đó, với phong cách, tài năng, sự tinh tế và những tình huống tấn công tấn công đẹp mắt. Nhờ công của Matt, Manchester United đã thống trị toàn nước Anh vào thập niên 1960 với bộ ba huyền thoại Charlton, Best và Law. United thu hút vô số các cổ động viên và là thần tượng của cổ động viên bóng đá toàn cầu.
Chiến thắng năm 1967 có thể là vết nứt cuối của chiếc cốc thiêng liêng mà Chúa dùng trong bữa cơm tối cuối cùng. Vào tháng 5 ngày 29 năm 1968, đội hình vĩ đại nhất trong 3 đội hình của ông vô địch cúp C1 châu Âu, đánh bại Benfica 4-1. Cả nước Anh đêm đó đã cổ vũ United, mọi người đều muốn họ chiến thắng để bù đắp nỗi đau Munich. Đây chính là thành tích vĩ đại nhất của Busby. United trở thành đội bóng Anh đầu tiên chiến thắng tại giải đấu này và làm tan biến đi hết những bóng ma ám ảnh của Munich. Bây giờ Manchester United đã trở thành 1 tượng đài của 1 nước Anh.
Busby được phong hiệp sĩ vào năm 1968 bởi những thành công ông đã đạt được. Ông nghỉ hưu với cương vị là huấn luyện viên trưởng của United vào năm 1969, nhưng vẫn tiếp tục điều hành đội đến năm 1971, Busby đã được bầu vào ban lãnh đạo của đội. Thật buồn là sau đó, những người kế tục ông hoàn toàn toàn sống dưới cái bóng của ông và không thể đưa đội bóng lên 1 tầm cao như ông đã làm. Dù những ngôi sao từ những năm 60 đã nghỉ hưu hay vẫn tiếp tục đá, họ đã không có người kế tục xứng đáng.
Đội bóng đã xuống dốc rất nhanh và chính thức xuống hạng năm 1974. Chỉ 6 năm sau khoảnh khắc vĩ đại nhất, United lại quay trở lại thời kỳ của họ những năm 30. Và cuối cùng United đã quay lại con đường chiến thắng nhưng chưa ai có thể đạt gần đến thành tích của Busby cho đến tận năm 1986 khi một người Scotland vĩ đại khác vượt qua ranh giới, tiến xuống phía Nam để chinh phục bóng đá thế giới. Người đó chính là Sir Alex Ferguson. Busby trở thành chủ tịch câu lạc bộ năm 1982 có 1 vị trí cao trong liên đoàn bóng đá Anh.
Hàng loạt huyền thoại của Manchester United được phát hiện khi ông là HLV cho CLB như Sir Bobby Charlton, George Best, Denis Law...
Để tri ân những gì Sir Matt Busby đã đóng góp cho CLB Manchester United, tượng của ông đã được dựng trước sân Old Trafford - sân nhà của CLB Manchester United.

## Những năm cuối của cuộc đời
Vào ngày 20 tháng 1 năm 1994, Busby qua đời ở tuổi 85, nhưng ông đã sống đủ lâu để thấy được 1 triều đại Quỷ Đỏ mới bắt đầu được tạo ra dưới tay ông. Ông đã có sự thoả mãn tột đỉnh khi là chủ trì của công cuộc phục hưng mà Alex Ferguson tạo ra cho United, chơi với phong cách, sự tinh tế điều mà ông rất yêu quý trong đội hình cũ của mình. United đã trở thành đội bóng hùng mạnh nhất trong nước 5 năm sau đó, vào ngày sinh nhật của ông năm 1999, họ đã có thành tích tốt hơn cả của ông năm 1968 với cú ăn ba C1, Ngoại hạng và cúp FA.
Những di sản của Busby là ông đã mang đến nền tảng vững chắc, triết lý, phong cách và niềm đam mê tất cả đã biến 1 câu lạc bộ bình thường ở vùng công nghiệp cằn cỗi phía Bắc nước Anh thành một trong những câu lạc bộ nổi tiếng nhất, quyến rũ nhất, giàu có nhất và ko phải bàn cãi: vĩ đại nhất trên thế giới. Sir Matt Busby đã tạo ra truyền thuyết về Manchester United, và bởi lẽ đó, ông mãi mãi là huyền thoại trong lịch sử bóng đá thế giới.

## Vai trong phim truyền hình
Busby đã được miêu tả bởi diễn viên Dougray Scott trong bộ phim truyền hình năm 2011 của United, Bộ phim đã được tập trung vào những thành công của Busby Babes và vụ tai nạn máy bay ở Munich, cũng như việc xây dựng lại đội bóng của Jimmy Murphy trong khi Busby hồi phục từ chấn thương của mình. Con trai của Busby là Sandy nói với BBC News rằng ông đã "chán ghét" của bộ phim.

## Thống kê sự nghiệp

### Cầu thủ
| Câu lạc bộ      | Mùa       | Giải đấu | Giải đấu  | Cup  | Cup       | Charity Shield | Charity Shield | Tổng | Tổng      |
| Câu lạc bộ      | Mùa       | Trận     | Bàn thắng | Trận | Bàn thắng | Trận           | Bàn thắng      | Trận | Bàn thắng |
| --------------- | --------- | -------- | --------- | ---- | --------- | -------------- | -------------- | ---- | --------- |
| Manchester City | 1928–29   | 0        | 0         | 0    | 0         | 0              | 0              | 0    | 0         |
| Manchester City | 1929–40   | 11       | 3         | 1    | 2         | 0              | 0              | 12   | 5         |
| Manchester City | 1930–31   | 20       | 0         | 1    | 0         | 0              | 0              | 21   | 0         |
| Manchester City | 1931–32   | 41       | 1         | 5    | 0         | 0              | 0              | 46   | 1         |
| Manchester City | 1932–33   | 39       | 1         | 7    | 1         | 0              | 0              | 46   | 2         |
| Manchester City | 1933–34   | 39       | 4         | 8    | 0         | 0              | 0              | 47   | 4         |
| Manchester City | 1934–35   | 35       | 1         | 1    | 0         | 1              | 0              | 37   | 1         |
| Manchester City | 1935–36   | 19       | 1         | 1    | 0         | 0              | 0              | 20   | 1         |
| Manchester City | Tổng      | 204      | 11        | 24   | 3         | 1              | 0              | 229  | 14        |
| Liverpool       | 1935–36   | 11       | 1         | 0    | 0         | 0              | 0              | 11   | 1         |
| Liverpool       | 1936–37   | 29       | 1         | 1    | 0         | 0              | 0              | 30   | 1         |
| Liverpool       | 1937–38   | 33       | 0         | 3    | 0         | 0              | 0              | 36   | 0         |
| Liverpool       | 1938–39   | 42       | 1         | 3    | 0         | 0              | 0              | 45   | 1         |
| Liverpool       | Tổng      | 115      | 3         | 7    | 0         | 0              | 0              | 122  | 3         |
| Tổng cộng       | Tổng cộng | 319      | 14        | 31   | 3         | 1              | 0              | 351  | 17        |

### Với vai trò Huấn luyện viên
| Đội bóng          | Quốc gia                                | Bắt đầu huấn luyện  | Rời khỏi ghế huấn luyện | Con số       | Con số      | Con số  | Con số | Con số | Con số | Con số |
| Trận thắng        | Trận hòa                                | Trận thua           | Hiệu số                 | Số bàn thắng | Số bàn thua | % thắng |        |        |        |        |
| ----------------- | --------------------------------------- | ------------------- | ----------------------- | ------------ | ----------- | ------- | ------ | ------ | ------ | ------ |
| Manchester United | Anh                                     | 1 tháng 10 năm 1945 | 4 tháng 7 năm 1969      | 1.120        | 565         | 263     | 292    | 2.286  | 1.536  | 050,45 |
| Anh Quốc          | Vương quốc Liên hiệp Anh và Bắc Ireland | Tháng 7, 1948       | Tháng 8, 1948           | 4            | 2           | 0       | 2      | 9      | 11     | 050,00 |
| Scotland          | Scotland                                | Tháng 9, 1958       | Tháng 12, 1958          | 6            | 1           | 2       | 3      | 7      | 12     | 016,67 |
| Manchester United | Anh                                     | 29 Tháng 12, 1970   | 8 tháng 6 năm 1971      | 21           | 11          | 3       | 7      | 38     | 30     | 052,38 |
| Tổng cộng         | Tổng cộng                               | Tổng cộng           | Tổng cộng               | 1.151        | 579         | 268     | 304    | 2.340  | 1.589  | 050,30 |

## Thành tích

### Cầu thủ

#### Với Manchester City
- FA Cup
  - Vô địch (1): 1933–34
  - Hạng nhì (1): 1932–33

### Với cương vị HLV

#### Với Manchester United
- First Division
  - Vô địch (5): 1951–52, 1955–56, 1956–57, 1964–65, 1966–67
- FA Charity Shield
  - Vô địch (5): 1952, 1956, 1957, 1965, 1967
  - Hạng nhì (2): 1948, 1963
- FA Cup
  - Vô địch (2): 1947–48, 1962–63
  - Hạng nhì (2): 1956–57, 1957–58
- European Cup
  - Vô địch: 1967–68
- Intercontinental Cup
  - Hạng nhì: 1968

### Cá nhân
- Giải thưởng PFA: 1980;
- Huấn luyện viên nổi tiếng bóng đá Anh: 2002;
- Huấn luyện viên nổi tiếng bóng đá Châu âu: 2008;

### Giải thưởng đặc biệt
- Trung tá Hải quân xuất sắc của Đế quốc Anh: 1958;
- Hiệp sĩ cử nhân: 1968;
- Hiệp sĩ Order of St. Gregory the Great (KCSG): 1972